# Etapa de Campo Grande da Stock Car Brasil de 2006
A Etapa de Campo Grande foi a terceira corrida da temporada de 2006 da Stock Car Brasil. Disputada sob forte chuva, a corrida foi encerrada com seis voltas de antecipação. O vencedor foi Cacá Bueno.

## Corrida
| Pos | Nº | Piloto             | Equipe | Voltas    | Tempo/Aband. | Grid | Pontos |
| --- | -- | ------------------ | ------ | --------- | ------------ | ---- | ------ |
| 1   |    | Cacá Bueno         |        | 22 voltas | 38:28.469    |      | 25     |
| 2   |    | David Muffato      |        | 22 voltas | + 25.152     |      | 20     |
| 3   |    | Hoover Orsi        |        | 22 voltas | + 35.105     |      | 16     |
| 4   |    | Alceu Feldmann     |        | 22 voltas | + 39.119     |      | 14     |
| 5   |    | Guto Negrão        |        | 22 voltas | + 1:11.314   |      | 12     |
| 6   |    | Nonô Figueiredo    |        | 22 voltas | + 1:13.337   |      | 10     |
| 7   |    | Antonio Jorge Neto |        | 22 voltas | + 1:14.458   |      | 9      |
| 8   |    | Ricardo Mauricio   |        | 22 voltas | + 1:17.064   |      | 8      |
| 9   |    | Popó Bueno         |        | 22 voltas | + 1:40.938   |      | 7      |
| 10  |    | Paulo Salustiano   |        | 22 voltas | + 1:46.412   |      | 6      |
| 11  |    | Diogo Pachencki    |        | 21 voltas | + 1 volta    |      | 5      |
| 12  |    | Luiz Carreira      |        | 21 voltas | + 1 volta    |      | 4      |
| 13  |    | Mano Rola          |        | 21 voltas | + 1 volta    |      | 3      |
| 14  |    | Felipe Maluhy      |        | 21 voltas | + 1 volta    |      | 2      |
| 15  |    | Felipe Gama        |        | 21 voltas | + 1 volta    |      | 1      |
| 16  |    | Ruben Carrapatoso  |        | 21 voltas | + 1 volta    |      |        |
| 17  |    | Rodrigo Sperafico  |        | 21 voltas | + 1 volta    |      |        |
| 18  |    | Ruben Fontes       |        | 20 voltas | + 2 voltas   |      |        |
| 19  |    | Luciano Burti      |        | 20 voltas | + 2 voltas   |      |        |
| 20  |    | Júlio Campos       |        | 19 voltas | + 3 voltas   |      |        |